# Кіппс
«Кіппс: Історія однієї душі» (англ. Kipps: The Story of a Simple Soul) — роман англійського письменника Герберта Веллса. Вперше опублікований 1905 року.
Це соціальний роман, який описує життя Артура Кіппса, сироти, що шукає успіху, потерпаючи від постійних суперечностей між своїми мріями та соціальною нерівністю, що перешкоджає їх здійсненню.

## Сюжет
Арті (Артур) Кіппс — хлопчик-сирота. Він майже не пам'ятає матері та виховується дядьком і тіткою, що тримають маленьку крамницю в Нью-Ромні на південно-східному узбережжі Кента. Він відвідує школу у Гастінгсі у Східному Сассексі, яка йому не подобається. Хлопчик дружить із Сідом Порніком, сином сусіда, а також закохується в молодшу сестру Сіда, Енн, попри те, що вони належать до «нижчої» верстви. Коли в 14 років Кіппс їде з дому на сім років навчатись рузьбленню по дереву, він і Енн розрізають шість пенсів навпіл, щоб у кожного з них була половина на пам'ять.
Навчання ремеслу нецікаве Кіппсу, та все ж він закінчує його та отримує роботу. Хлопець заводить «для годиться» декілька романтичних стосунків. З часом Кіппс закохується в Гелен Волшінгем, яка проводить вечірні уроки різьби по дереву. Він розуміє наскільки низький рівень його власної майстерності. В очах Кіппса Гелен — це справжня леді, в присутності якої він поводиться ніяково.
Одного разу на Кіппса випадково знайомиться з актором і драматургом-початківцем Чіттерлоу. Вони разом випивають, через що Кіппс запізно повертається до свого будинку-майстерні, отримавши за це догану. Потім Чіттерлоу привертає увагу Кіппса до газетного оголошення про великий спадок. Виявляється, хлопець позашлюбний син заможного джентльмена, батько якого не дозволив йому одружитися з матір'ю Артура. Лишившись без прямих спадкоємців, дід погодився перед смертю заповісти велику суму грошей і будинок онуку.
Кіппс прагне зробити кар'єру в Фолкстоуні, витратити несподіване багатство для самоосвіти та благодійності. Різні люди випрошують у нього гроші. Не маючи досвіду в інвестиціях, Кіппс вкладає 2000 фунтів стерлінгів у п'єсу Чіттерлоу та дає частину коштів дядькові, який витрачає їх на антикваріат. Випадково Кіппс зустрічає містера Кута, що призводить до відновлення контакту з Гелен Волшінгем. Вона привітно ставиться до скоробагатька і вони заручаються. Проте прагнення Кіппса до самовдосконалення дедалі більше відчужує його. Гелен хоче скористатися багатством Кіппса, щоб утвердити себе та свого брата-адвоката в лондонському суспільстві. Випадкові Кіппс зустрічається з Сідом, який став соціалістом, а потім з Енн, яка тепер працює домробітницею. Це спонукає його знехтувати думкою громадськості та одружитися з Енн.
Шукаючи будинок, який би відповідав його новому статусу, Кіппс зазнає різних поневірянь. Кіппс і Енн сваряться. Потім вони дізнаються, що брат Гелен втратив більшу частину статків через спекуляції. Кіппс відкриває філію Асоційованої торговельної спілки книготорговців у Гайті, і у них народжується син. Успіх п'єси Чіттерлоу, у яку Кіппс вклав 2000 фунтів стерлінгів, повертає їхні статки, але вони залишаються крамарями в маленькому прибережному містечку.